# Marlene Dumasová
Marlene Dumasová (nepřechýleně Marlene Dumas, * 3. srpna 1953 Kapské Město) je jihoafrická malířka a vysokoškolská pedagožka dlouhodobě působící v Nizozemsku. Prostřednictvím svých znepokojivých portrétů lidské postavy, zkoumá témata rasy, genderu, identity, lidských emocí a sociálně–politických problémů. Její figurativní práce jí vynesly místo mezi nejvlivnějšími malíři 20. a 21. století. Je známá také jako autorka textů o estetice.

## Život
Marlene Dumasová se narodila v roce 1953 v Kapském Městě v Jižní Africe. S dvěma staršími bratry vyrůstala v provincii Západní Kapsko, kde měl její otec vinici poblíž Stellenbosch. V letech 1972–1975 studovala obor vizuálních umění na Univerzitě v Kapském Městě.   Tam si začala uvědomovat diskriminační politiku režimu apartheidu, který prosazoval společnost rozdělenou podle ras, ovládanou bělochy. Značný vliv na její tvorbu měly tehdy snímky proslulé americké fotografky Diane Arbusové. Už v té době se v její tvorbě odrazily úvahy o vlastní identitě jako bílé ženy afrikánského původu v Jižní Africe. Po získání bakalářského titulu dostala stipendium a přesídlila do Nizozemska, kde pokračovala ve studiu v uměleckém institutu Ateliers ’63 v Haarlemu (1976–1978). Kromě malby studovala v letech 1979–1980 psychologii na univerzitě v Amsterdamu.  Od roku 1976 žije a pracuje v Amsterdamu, ateliér má ve čtvrti De Pijp. S partnerem malířem Janem Andriessem (1950–2021) má dceru Helenu (* 1987).
Dumasová vyučovala na Akademii vizuálního vzdělávání (ABV) v Tilburgu (1983–1984), Akademii umění a průmyslu (AKI) v Enschede, Rijksakademie Van Beeldende Kunsten v Amsterdamu a De Ateliers ’63 v Amsterdamu (1998). Má čestný doktorát z univerzity v Antverpách, tituly z Univerzity v Kapském Městě, z Ateliers '63 v Haarlemu a Institutu psychologie, Univerzity v Amsterdamu.
Dumasová je držitelkou významných ocenění včetně Düsseldorfské umělecké ceny (2007), ceny Rolfa Schocka za výtvarné umění (2011), ceny Johannese Vermeera (2012) a Verleihung des Hans Theo Richter-Preises für Zeichnung und Graphik (Ceny Hanse Thea Richtera za kresbu a grafiku) Saské Akademie umění v Drážďanech (2017).
Velkou mezinárodní hvězdou se stala od počátku 21. století. Patří mezi komerčně nejúspěšnější současné umělkyně. V Americe jsou její díla prodávána na aukcích za ceny přesahující miliony dolarů. Její obraz Učitelka (The Teacher) byl v roce 2006 vydražen v Christie's za 3,34 milionu dolarů, což byla v té době nejvyšší aukční cena pro žijícího umělce. Obraz je z roku 1987 a zobrazuje třídní fotografii dětí s učitelkou uprostřed. V roce 2008 se její obraz Návštěvník (The Visitor ,1995) prodal v Sotheby's za 6,3 milionu dolarů.

## Dílo
Svou uměleckou kariéru začínala kresbami, akvarely, kolážemi a montážemi textů. Od roku 1984 se soustředila na kresbu inkoustem a olejomalbu, především portréty a figury. Předlohami pro její emocionální, převážně lazurovou malbu, byly vlastní fotografie nebo kulturněhistorické motivy z vlámských obrazů či literatury. Na mnoha obrazech zobrazuje své přátele, modely a prominentní politické osobnosti, ale také svou dceru. Mezi veřejně známé postavy, které Dumasová zobrazila, patří Alan Turing, Michelle Obamová, Naomi Campbell, Amy Winehouse nebo princezna Diana. Nejde ani tak o přímočarý portrét, jako o zkoumání emocionálního stavu, zobrazení psychologie lidí. Tematicky se soustředila na sexualitu, identitu, rasu, násilí a útlak. Pomocí jednoduchých, ale velmi expresivních zobrazení těla se jí dařilo využít erotické a někdy i vysloveně pornografické obrazy, aby vyjádřila stav nebo pocit t vedle otázek týkajících se zejména ženské identity a sexuality obecně. Napětí stupňují názvy a slova nebo věty psané přímo do obrazu přidávají další možné významy. Její obrazy vyprávějí několik příběhů a záměrně znemožňují jednoznačnou interpretaci, např. obraz Sněhurka a zlomená ruka (Snowwhite and the broken arm, 1988). Problém apartheidu je patrný např. v pracích Vina privilegovaných (The guilt of the privileged, 1988), Bílá nemoc (The white disease, 1985) nebo autoportrétu s názvem Zlo je banální (Evil is Banaal,1984), jehož název odkazuje na spisy Hannah Arendtové o nacistické byrokracii.   Krátce po smrti své matky namalovala v roce 2008 obraz Mrtvá Marylin (Dead Marilyn), což byl začátek série portrétů truchlících a plačících žen. Naturalistický portrét s šedými, modrozelenými a bílými tahy štětcem byl namalován podle posmrtné fotografie Marilyn Monroe. Napsala také desítky esejů, básní a úvah, které doprovázejí její obrazy na výstavách a v katalozích. Tyto texty jsou shromážděny v publikaci Sweet Nothings (1998).
Významná díla
- Zlo je banální (Evil is Banal 1984, olej na plátně) – autoportrét umělkyně s rezavými vlasy kontrastuje s jeho názvem, který odkazuje na kontroverzní zprávu Hanny Arendtové o nacistické byrokracii a mrazivé normalitě zla. Ukazuje paralelu mezi nacistickým režimem a politikou a praktikami apartheidu.
- Malířka (The Painter 1994, olej na plátně) – postava nahé malé dívky, která s namodralou kůží a modrýma a červenými rukama vzbuzuje znepokojivé pocity hrozby je založena na fotografii malířčiny dcery Heleny, která v horkém letním dni malovala prsty. Z hrozivé holčičky se stává mocná síla tvoření. Tento kontrast mezi násilím a nevinností poznamenal velkou část práce Marlene Dumasové.
- Soused (The Neighbor 2005, olej na plátně) – portrét klidně vypadajícího vousatého muže s arabskými rysy vychází z novinové fotografie Mohammeda Bouyeriho, odsouzeného v roce 2004 za vraždu nizozemského filmaře a novináře Thea van Gogha. Dílo vyvolává otázky kolem strachu a manipulace na všech úrovních. Muž by mohl být naším sousedem a Dumasová vyjádřila napětí mezi obavami běžných lidí z odlišného vzhledu a obavami z potenciálního nebezpečí spojeného s rasovými předsudky.
- Doroty D-Lite (1998, Inkoust, akvarel a metalický akryl na papíře) – postava nahé mladé ženy v předklonu s hlavou u kolen. Dílo je součástí série MD-light založené na osobních záběrech prostitutek ze slavné čtvrti Red-Light v Amsterdamu, které Dumasová udělala polaroidem ve svém studiu. Obraz připomíná erotická díla rakouského malíře Egona Schieleho.
- Pláč zdi (Wall Weeping 2009, olej na plátně) – řada mužů stojících čelem ke zdi se zdviženýma rukama patří do série děl Dumasové na téma izraelsko-palestinského konfliktu. Dílo je odvozeno z fotografie izraelských vojáků, kteří prohledávají palestinské muže před zdí. Dumasová obraz upravila a znázornila jen část bez vojáků, čímž změnila jeho kontext a význam. Dílo se stalo symbolem univerzálního utrpení namísto symbolu individuálního konfliktu nebo války.
- Jen (2005, olej na plátně) – erotická malba nahé ženy se zavřenýma očima má nejednoznačný výklad. Dumasová překračuje tenkou hranici mezi sexem a smrtí. Námět vychází z filmu Fly z roku 1970 od Yoko Ono. Experimentální video natočené v extrémním detailu sleduje mouchu, jak zkoumá nahé tělo spící herečky Virginie Lust.

## Výstavy (výběr)
V roce 1978 poprvé vystavovala své práce v muzeu Stedelijk v Amsterdamu společně s René Danielsem a Ansuy Blomovou. První samostatná výstava Dumasové se konala v roce 1979 v Paříži. V roce 1982 byla pozvána, aby vystavila svá díla na documentě 7 v Kasselu. V roce 1983 měla svou první samostatnou výstavu Unsatisfied Desire v Amsterdamu. Muzeum v Utrechtu uspořádalo v roce 1984 výstavu Ons land licht lager dan de Zee, na které předvedla převážně kolážová díla na papíře. O rok později v Amsterdamu představila výlučně obrazovou tvorbu s 11 velkoplošnými portréty na výstavě The Eyes of the Nightcreatures.
V roce 1995 reprezentovala Nizozemsko na Benátském bienále. V roce 2001 uvedlo Centre Pompidou první retrospektivu jejích prací na papíře pod názvem Nom de Personne . Tato výstava byla následně představena v New Yorku a v Tilburgu pod názvem Name no Names. V letech 2007–2008 proběhla velká retrospektivní výstava v USA, Japonsku a Jižní Africe. Na výstavě Great Men v roce 2014 v Ermitáži v Petrohradě představila sérii portrétů 16 mužů jako součást putovního bienále současného umění Manifesta 10. V roce 2015 se konala retrospektivní samostatná výstava v londýnské Tate Modern.  V roce 2021 uspořádalo Musée d'Orsay v Paříži výstavu Marlene Dumas: Le Spleen de Paris, jejímž hlavním motivem je tvorba v dialogu s poezií Charlese Baudelaira. V roce 2017 Dumasová představila oltářní obraz vyrobený ve spolupráci s Janem Andriessem a Bertem Boogaardem jako stálou instalaci v Annenkirche (kostel sv. Anny) v Drážďanech. 
V České republice byla některá její díla k vidění v roce 2015 jako součást výstavy Flaesh v pražské Galerii Rudolfinum, která představila pět významných světových umělkyň, jejichž hlavním námětem je lidské tělo.  
Dílo Marlene Dumasové je zastoupeno v muzejních sbírkách po celém světě, včetně Art Institute of Chicago; Centre Pompidou v Paříži, Fondation Beyeler, Basilej; Gemeentemuseum v Haagu, Losangeleské muzeum umění, Muzeum současného umění Tokio, Museum für Moderne Kunst Frankfurt, Muzeum moderního umění v New Yorku, Muzeum moderního umění v San Franciscu, Muzeum Stedelijk v Amsterdamu a Tate v Londýně.